# Diacorixa
Diacorixa is een geslacht van wantsen uit de familie van de Corixidae (Duikerwantsen). Het geslacht werd voor het eerst wetenschappelijk beschreven door Popov in 1971.

## Soorten
Het genus bevat de volgende soorten:

- Diacorixa germanica Popov, 1989
- Diacorixa miocaenica Popov, 1971